# Сексуальные предпочтения

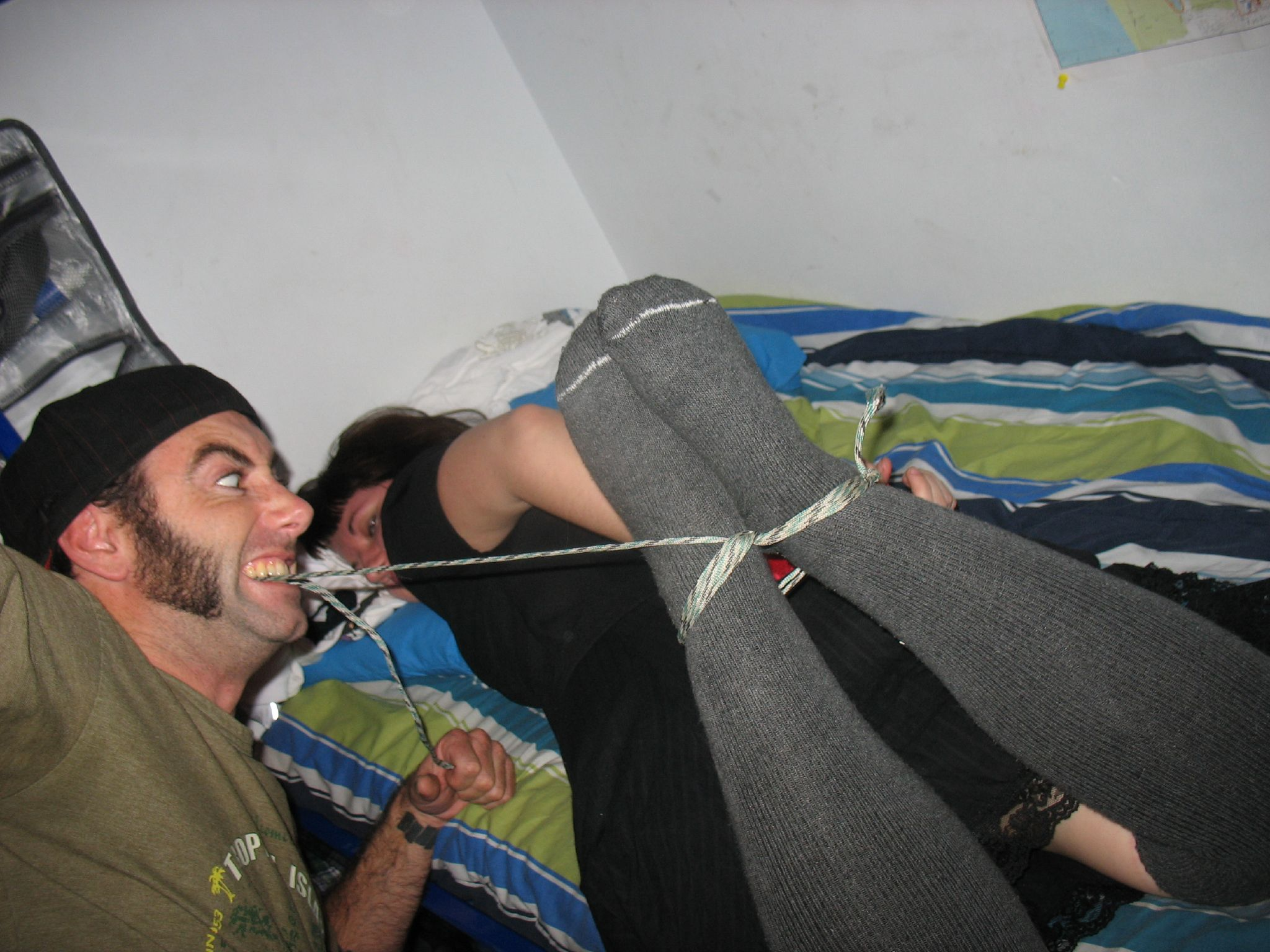
Игры со связыванием как пример БДСМ-практик.

Сексуа́льные предпочте́ния — общий термин, связывающий различные сексуальные фантазии, желания и фетиши, которые могут осуществляться в соответствующем сексуальном поведении. Чаще всего термин «сексуальные предпочтения» используется в случаях, когда речь идёт о предпочтениях, отличающихся от принятых в том или ином обществе сексуальных норм.

## Ограничения термина
Сексология, психология и психиатрия отличают сексуальные предпочтения от сексуальной ориентации. Сексуальная ориентация и сексуальные предпочтения — это два различных уровня человеческой сексуальности. Например, люди, предпочитающие БДСМ-практики (сексуальные предпочтения), могут быть любой сексуальной ориентации — гомо-, би- и гетеросексуальной.
Сексолог Эрвин Хеберле выделяет три уровня, на которых одно и то же сексуальное предпочтение может быть по-разному оценено с точки зрения его приемлемости:
- Религиозный уровень: разделение сексуальных предпочтений на «естественные» и «противоестественные», «моральные» и «аморальные», «греховные» и «негреховные».
- Законодательный уровень: разделение на уголовно преследуемые и непреследуемые сексуальные предпочтения.
- Научный уровень: разделение на патологические и непатологические сексуальные предпочтения[источник не указан 3904 дня].

## Сексуальные предпочтения и сексуальные девиации
Различают непатологические (то есть соответствующие сексуальному здоровью) и патологические сексуальные предпочтения. Патологические сексуальные предпочтения называют сексуальными девиациями (или парафилиями), а в ненаучной среде — также половыми извращениями. Сексуальные предпочтения считаются патологическими, если они повторяются в течение не менее 6 месяцев, предполагают вовлечение в сексуальную активность лиц, не желающих или по своему возрасту или состоянию не способных дать свое согласие — животных, трупов, детей или несогласных взрослых, косвенно (посредством эгодистонии) причиняют самому человеку клинически значимый дистресс или вызывают ухудшение его функционирования в важных сферах деятельности, либо включают поведение без вовлечения партнёра или по обоюдному согласию. При этом поведение связано либо с существенным дистрессом, который не относится к переживанию по поводу отказа или страха отказа со стороны вовлечённого лица, либо со значительным риском травматизации или смерти для самого человека или его партнёра.
Границы между «здоровыми» и «нездоровыми» сексуальными предпочтениями меняются в зависимости от исторических и социальных изменений, происходящих в обществе. Например, ещё в XIX веке мастурбация относилась наукой того времени к патологическим сексуальным практикам, строго порицалась церковью и обществом, хотя и не была уголовно наказуема.
Международная классификация болезней в предпоследней редакции (МКБ-10) относит патологические сексуальные предпочтения к группе F65.